# Círculo Gijón Noega Baloncesto
El Círculo Gijón Noega Baloncesto es un equipo de baloncesto con sede en Gijón, Asturias (España) que compite en la Segunda FEB, tercera categoría del baloncesto español.

## Historia
El club fue fundado como Círculo Gijón Baloncesto y Conocimiento en 2017 a partir del Club Deportivo Barrio La Arena, equipo que compitió bajo varias denominaciones (Gambrinus Arena, Pizzería Venecia-APS Fisioterapia, Centro APS Fisioterapia y Llagar de Begoña APS Fisioterapia) en Primera y Segunda Autonómica desde 2002. El club consiguió una plaza vacante para competir en Primera División la temporada 2017-18, y formó un equipo con la base de la plantilla del CD La Arena y la incorporación de varios refuerzos, entre los que destacó Robert Swift, y con Nacho Galán como su primer entrenador, acompañado de Jorge Artime como ayudante. A pesar de no conseguir el ascenso durante la temporada, en 2018 pasó a inscribirse en la Liga Española de Baloncesto Plata tras solicitar una de las ocho plazas disponibles en dicha competición. Tras un primer año de asentamiento el equipo repitió en LEB Plata en la temporada 2019/2020. En 2024, tras el fin de la vinculación que el Club Gimnástico Noega había tenido durante seis temporadas con el Club Baloncesto Pumarín, el Círculo Gijón Baloncesto y Conocimiento y el Club Gimnástico Noega del Colegio Público Noega se fusionan y el equipo resultante pasa a denominarse Círculo Gijón Noega Baloncesto.

## Pabellón
El equipo jugó sus partidos como local en el Pabellón de Deportes La Arena hasta 2018, cuando se mudó al Palacio de Deportes de Gijón.

## Denominaciones
- Círculo Gijón Baloncesto (2017-2018)
- Teslacard Círculo Gijón Baloncesto (2018-2020)
- Círculo Gijón Baloncesto (2020-2024)
- Círculo Gijón Noega Baloncesto (2024-)

## Temporadas
| Temporada | Nivel | División     | Pos. | Postemporada                    | TR    | PO  |
| --------- | ----- | ------------ | ---- | ------------------------------- | ----- | --- |
| 2017-18   | 5     | 1.ª División | 1.º  | Fase final (3.º)/ Ascenso       | 17-3  | 3-1 |
| 2018-19   | 3     | LEB Plata    | 19.º | [ 7 ]                           | 14-20 | –   |
| 2019-20   | 3     | LEB Plata    | 23.º | –                               | 8-17  | –   |
| 2020-21   | 3     | LEB Plata    | 7.º  | Octavos final (13.º)            | 13-13 | 0-2 |
| 2021-22   | 3     | LEB Plata    | 11.º | PO Permanencia (24.º)/ Descenso | 10-16 | 1-1 |
| 2022-23   | 4     | Liga EBA     | 3.º  | Fase clasificación Gr A (4.º)   | 20-6  | 1-1 |
| 2023-24   | 4     | Liga EBA     | 6.º  | –                               | 14-12 | –   |
| 2024-25   | 4     | Tercera FEB  | 1.º  | Fase Ascenso GrA-Sg1/ Ascenso   | 24-2  | 3-1 |
| 2025-26   | 3     | Segunda FEB  |      |                                 |       |     |

## Jugadores destacados
| - Robert Swift - Rob Ukawuba - Jabs Newby - Jamal Reynolds - Mackuei Puondak - Gregorio Adón - Henrik Jädersten | - Javier Menéndez García - Javi Lucas - Marcos Portález - Alo Marín - Joaquín Portugués - Tury Fernández |